# ムデハル様式

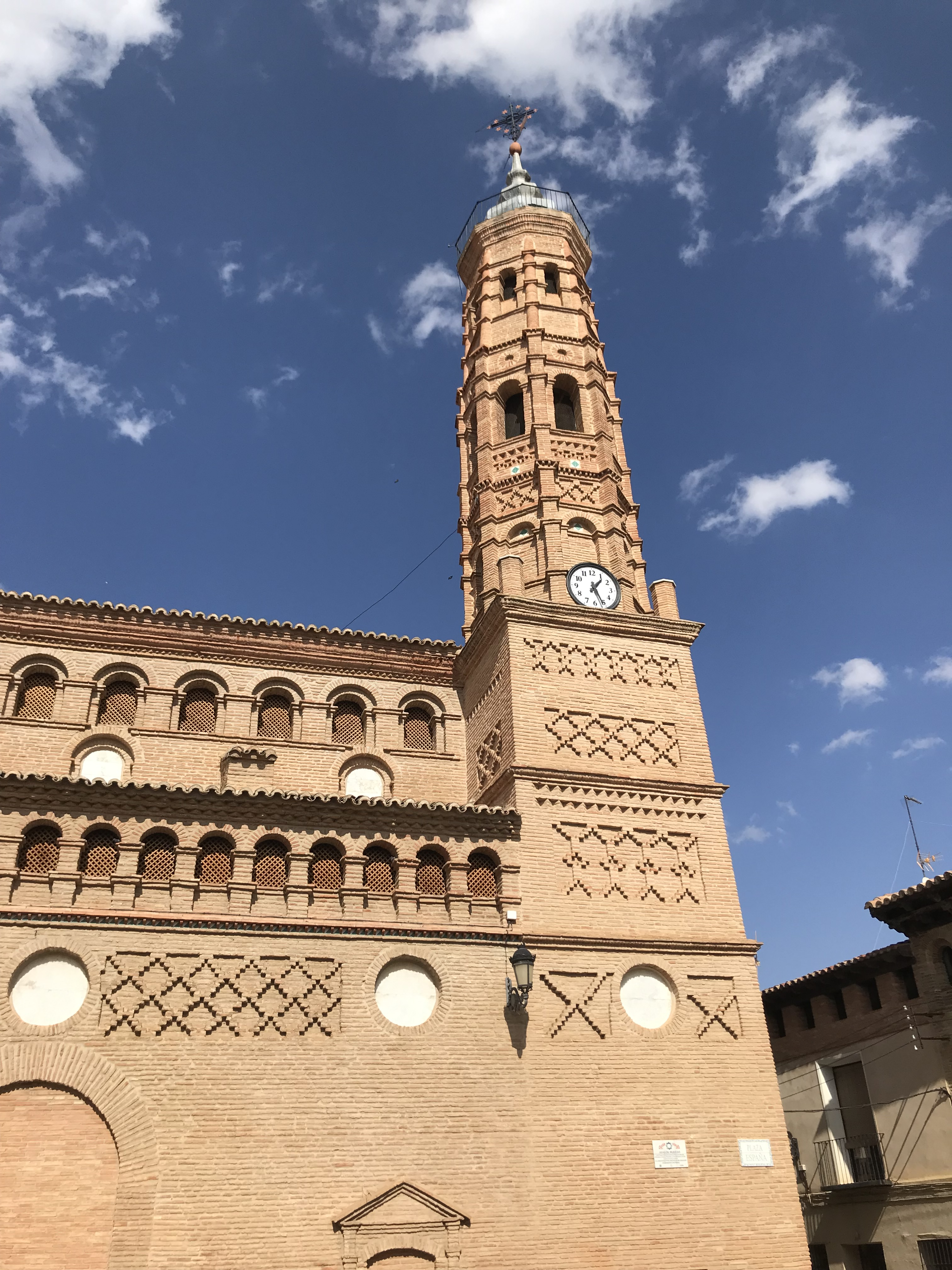
ムデハル様式の教会

ムデハル様式（ムデハルようしき、スペイン語: estilo mudéjar）とは、スペインとポルトガルで発展した建築様式で、イスラム建築とキリスト教建築が融合したつくりが特徴である。この呼称は、アラビア語で「残留者」を意味する「ムダッジャン」に由来する。

## 概要
ムデハル様式は、スペインの建築様式で、レコンキスタの後、残留イスラム教徒（スペイン語: mudéjar、mudajjan）の建築様式とキリスト教建築様式が融合したスタイルである。特徴は建物の壁面に幾何学文様の装飾を施している。中世にキリスト教徒とイスラム教徒が共存するという環境下で生まれた。
「アラゴンのムデハル様式の建築物」は世界遺産になっている。

## 沿革

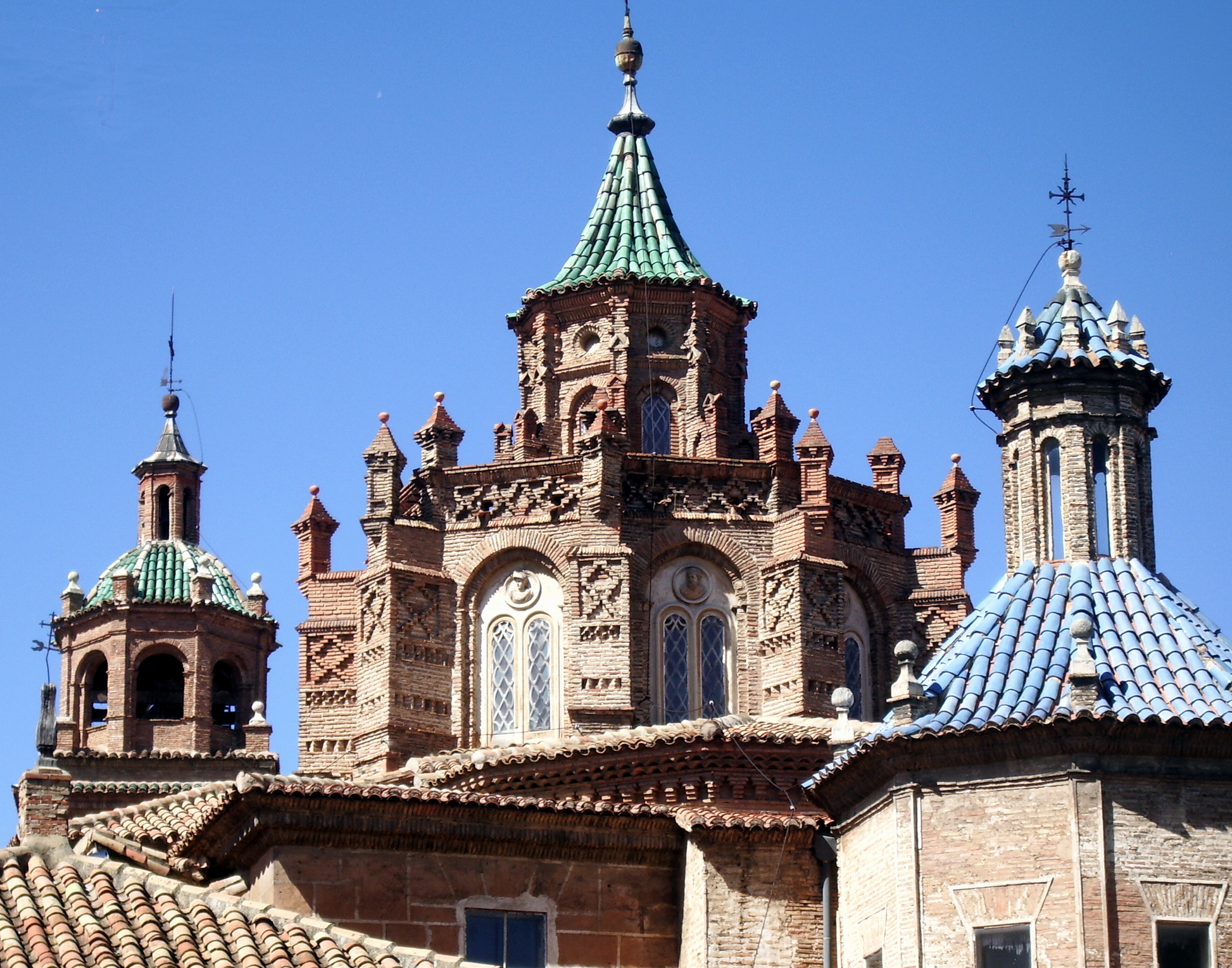
テルエル大聖堂のドーム。

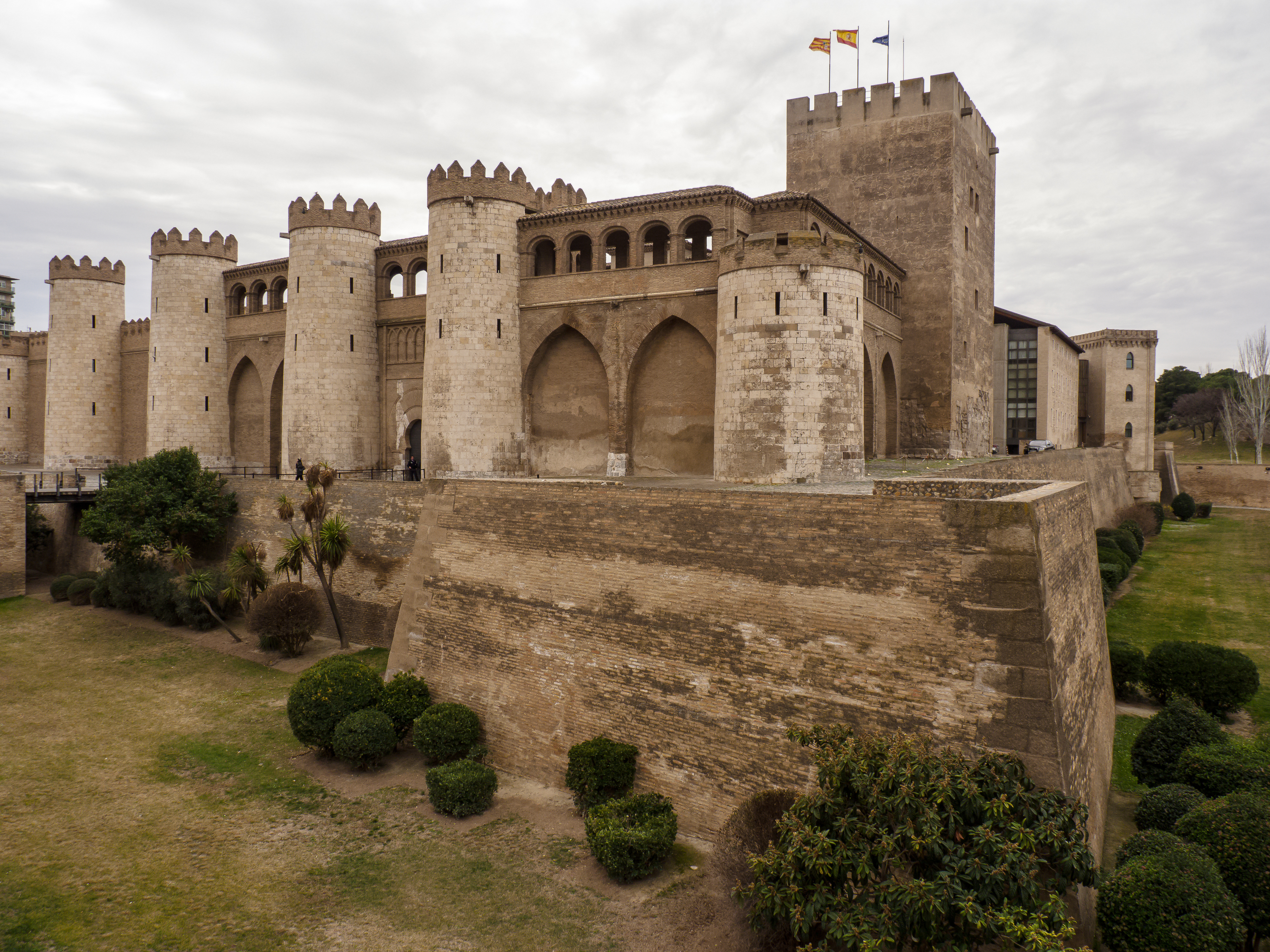
アルハフェリア宮殿

ムデハル様式はキリスト教のアンダルシア征服（レコンキスタ）の後にスペイン地域に残ったムーア人が作り上げた様式であった。
ムーア人の中には、キリスト教に改宗せず、イスラムの教えを守り継ぐ者もあった。12世紀と16世紀のスペインの建築と装飾、特にアラゴンとカスティーリャの独特的な様式である12世紀と16世紀のムーア人の好みと細工の影響を強く受けて発展していった。
「ムデハル」という言葉は、中世アラビア語の一種・ムダジャール語の مدجنは「家畜化された」という意味であり、「服従を受け入れた者」を意味している。
1492年1月のグラナダの陥落後、ムーア人はしばらくその地位を維持した。しかし、16世紀半ばにキリスト教への改宗を余儀なくされ、その頃から1610年に強制追放されるまでモリスコとして知られていた。この地域の建築や音楽、芸術、工芸などにも彼らの独特のスタイルが見られる。
彼らが追放されてからもなお、スペイン全域、特にアンダルシア地方でムデハル様式は存続し続けた。また、スペインではロマネスク、ゴシック、ルネサンスの建築物を建てる際には、イスラム美術の要素が用いられ、時に印象的な結果をもたらした。その影響は17世紀まで続いたという。
この様式は、ユダヤ教、イスラム教、キリスト教の文化が共存していたことから生まれた建築を理解するための技術や方法の共生であった。12世紀にはイベリア半島の建築様式として登場し、主な材料として煉瓦を使用することが特徴として挙げることができる。ムデハルは（ゴシックやロマネスクとは異なり）新しい形や構造の創造を伴うものではなく、イスラム教美術・建築の影響を受け、それに伴い西洋文化の建築様式を再解釈したものであった。
イスラム的、幾何学的な特徴が際立って現れたのは、安価な材料を用いて精巧に細工された付属工芸品（タイル、レンガ細工、木彫り、石膏彫刻、装飾用の金属など）であった。また、スペインではムスリム自身が建築を催す事が無くなった後も、彼らの貢献の多くはスペインの建築の不可欠な部分として残っている。
ムデハル様式はトレドで、建築や装飾のモチーフ（特に石膏細工や煉瓦による装飾）を適応させたものとして生まれたとされている。
また、ムデハル様式はスペインを北上し、レオン、アビラ、セゴビアなどに広がり、レンガ造りのロマネスクと呼ばれるものを生み出すこととなった。ムデハル芸術の中心地は、サハグン、トロ、クエッラール、アレーバロ、マドリガル、アルタス・トレスなどの他の都市に存在し、主にアラゴン、特にテルエルで最も発達した（サラゴサ、ウテボ、タウステ、ダロカ、カラタユドなどでも発達した）。13世紀、14世紀、15世紀の間、多くの堂々たるムデハル様式の塔がテルエルの街に建てられ、現在に至るまで街の様相を変えた。ムデハルは、初期のゴシック様式と、それまで後期ロマネスクに重畳されていたイスラムの影響との融合を導くことによって、新しい特徴をもたらした。特に優れたムデハルの例は、セビリアの16世紀初期のカサ・デ・ピラトスである。

## ネオ・ムデハル
ネオ・ムデハルとは、スペイン本国とラテンアメリカの16世紀から19世紀のスタイルの特徴の永続または復活のことである。
その様式は、スペインの闘牛場でよく見られたスタイルであった。

## ギャラリー

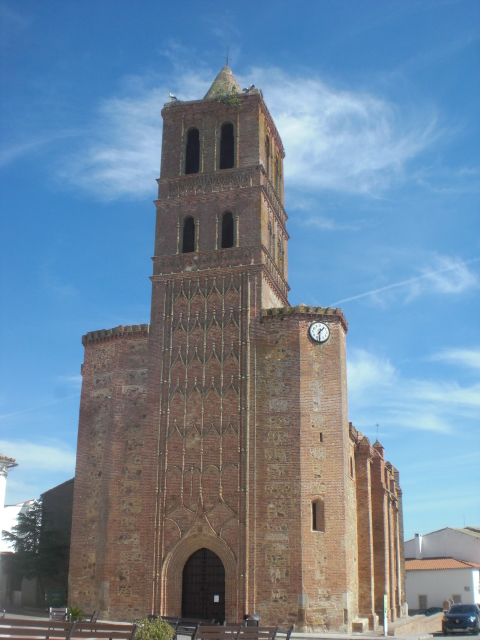
ムデハル様式の塔
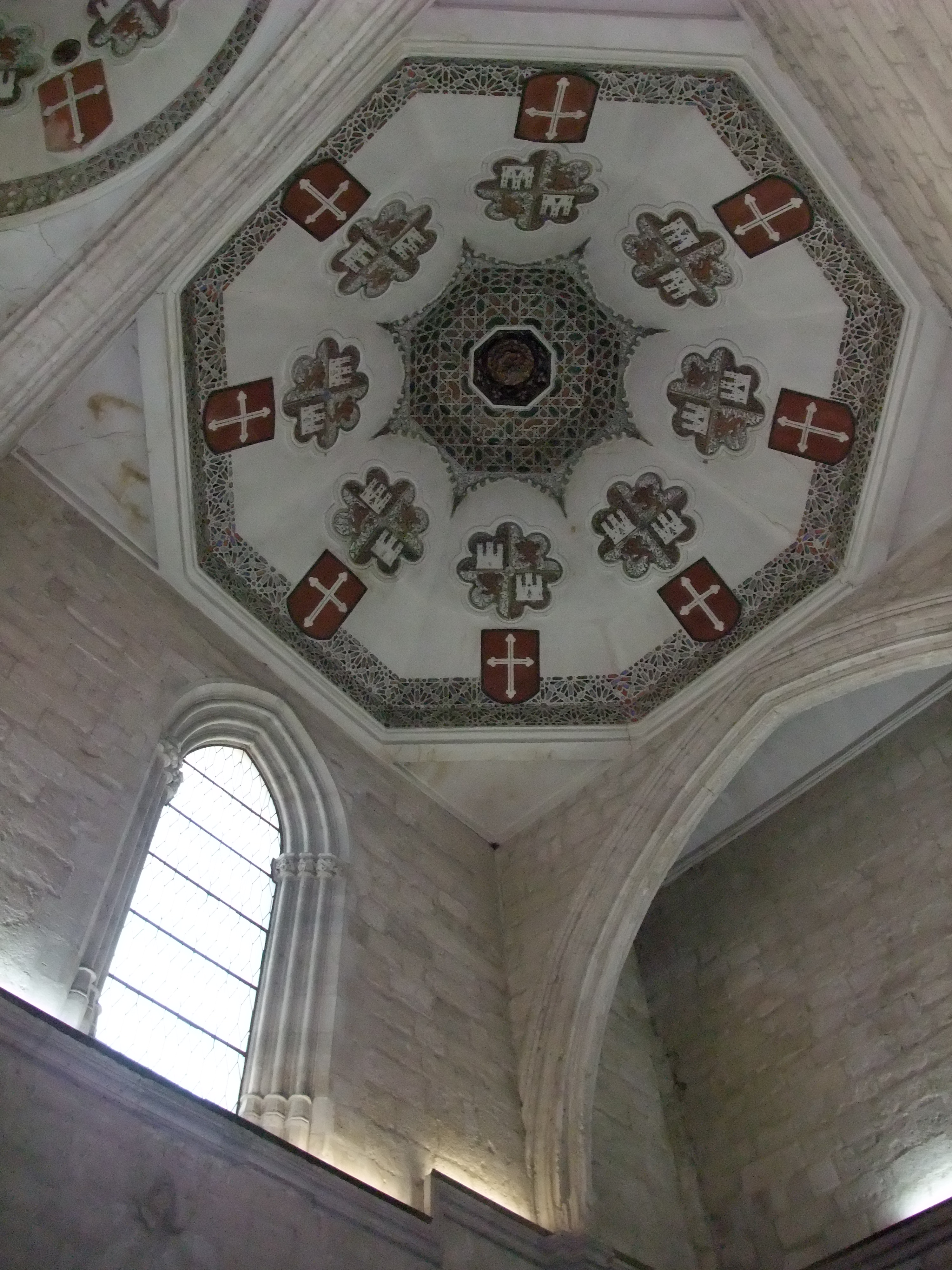
ムデハル様式のドーム
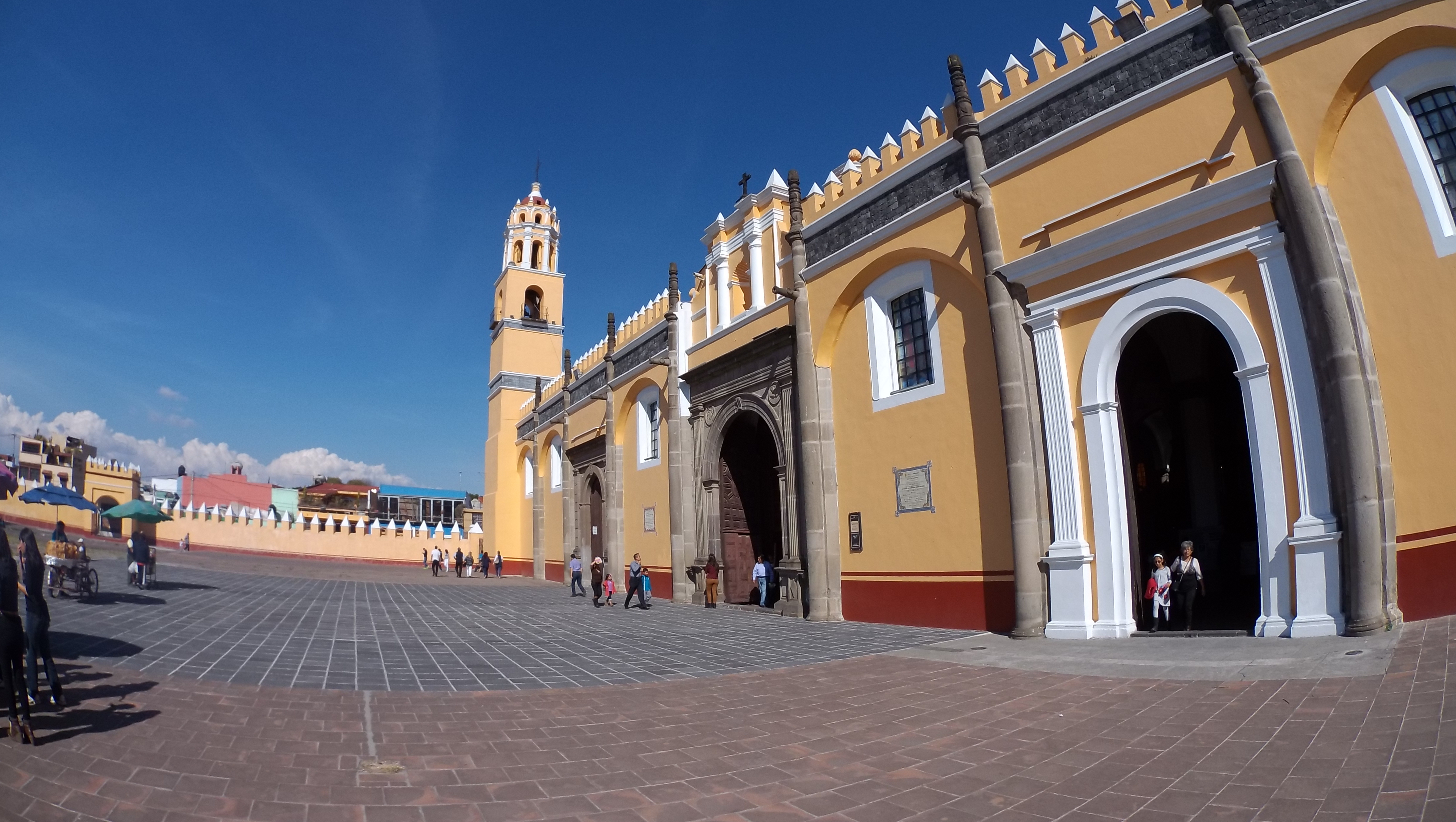
ラテンアメリカのムデハル